# Photuris
Photuris là một chi bọ cánh cứng trong họ Lampyridae.
Loài Photuris pennsylvanica là côn trùng biểu tượng của bang Pennsylvania.

## Hình ảnh

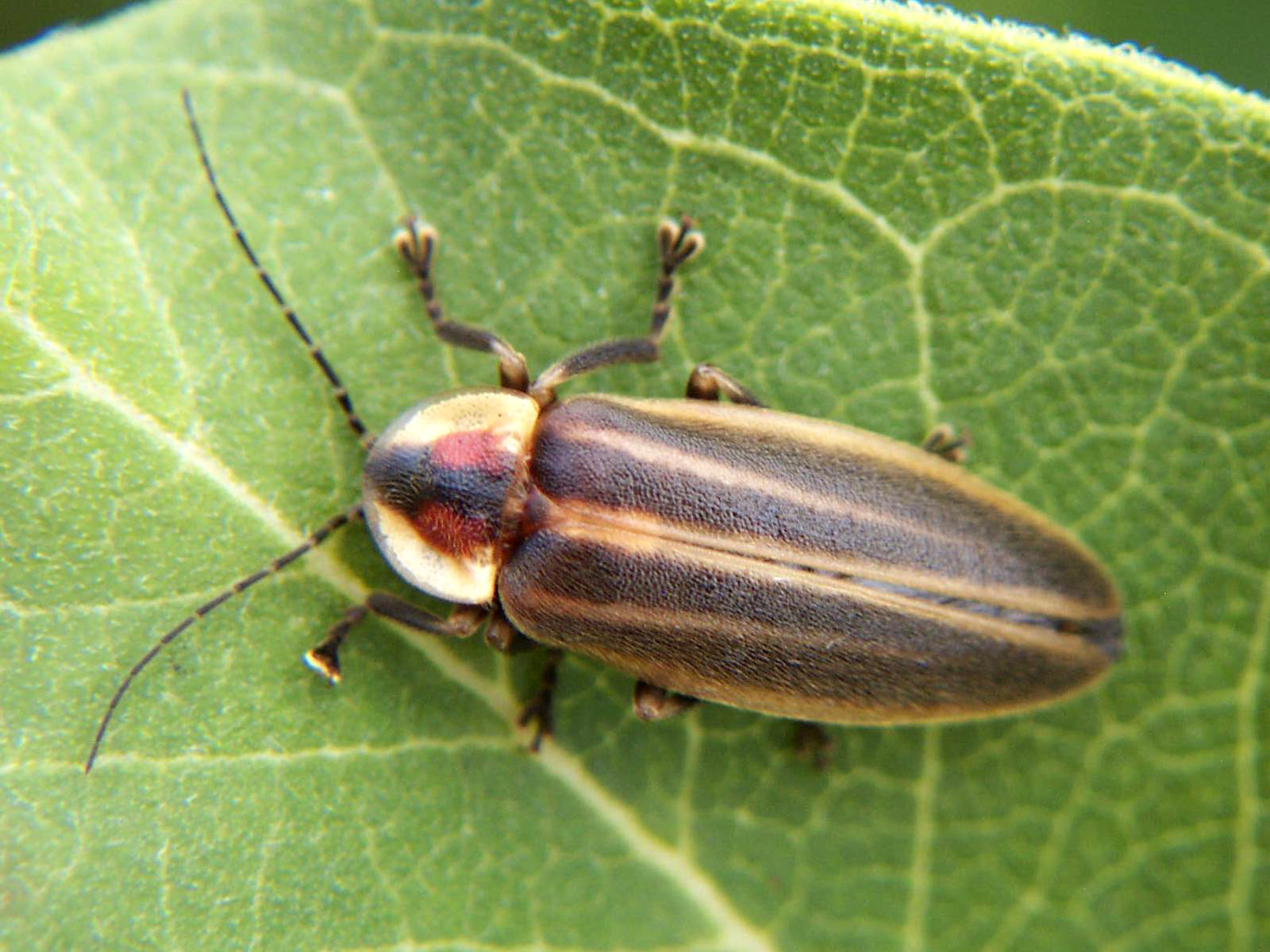

## Các loài
Các loài trong chi này gồm:
- Photuris cinctipennis
- Photuris lucicrescens
- Photuris pennsylvanica
- Photuris quadrifulgens
- Photuris tremulans
- Photuris versicolor